# Vuforia Augmented Reality SDK
Vuforia Augmented Reality SDK（ヴューフォリア オーグメンテッド リアリティ エスディーケー）は、モバイルデバイスでARアプリケーションを作成するために用いられるアプリケーションプログラミングインタフェース（API）である。マーカーを認識する機能が非常に優れている。

## 対応OS
- Unity
- iOS
- Android
- UWP

## APIの言語
- Unity
- C++
- Android